# Новоселиця (Дністровський район)
Новосе́лиця — село в Україні, у Кельменецькій селищній громаді Дністровського району Чернівецької області.

## Географія
Село розташоване на лівому березі річки Вілія, лівої притоки Пруту.

## Історія
З 1991 року в складі незалежної України.
В 2021 році шляхом об'єднання сільських рад, село увійшло до складу Кельменецької селищної громади.

## Населення
Згідно з переписом УРСР 1989 року чисельність наявного населення села становила 2670 осіб, з яких 1179 чоловіків та 1491 жінка.
За переписом населення України 2001 року в селі мешкало 2488 осіб.

### Мова
Розподіл населення за рідною мовою за даними перепису 2001 року:
| Мова       | Відсоток |
| ---------- | -------- |
| Українська | 97,74 %  |
| Російська  | 1,43 %   |
| Молдовська | 0,67 %   |
| Румунська  | 0,08 %   |
| Білоруська | 0,04 %   |

## Відомі люди

### Постаті
- Житарюк Іван Васильович (* 1953) — учений у галузі математики. Кандидат фізико-математичних наук, доктор історичних наук. Академік АН вищої школи України.